# Chorthippus binotatus
Chorthippus binotatus är en insektsart som först beskrevs av Toussaint de Charpentier 1825.  Chorthippus binotatus ingår i släktet Chorthippus och familjen gräshoppor.

## Underarter
Arten delas in i följande underarter:
- C. b. binotatus
- C. b. moralesi
- C. b. algoaldensis
- C. b. atlasi
- C. b. daimei
- C. b. saulcyi (listas i nyare avhandlingar som art)